# Valerie June
Valerie June Hockett (Jackson, 10 gennaio 1982) è una cantautrice e polistrumentista statunitense.

## Biografia
Valerie June si è trasferita a Memphis nel 2000 e ha cominciato a registrare e esibirsi all'età di 19 anni, inizialmente con suo marito Michael Joyner, nel duo Bella Sun. A seguito della fine del loro matrimonio ha iniziato a lavorare come artista solista. Nel 2009 ha partecipato alla serie online $5 Cover di MTV e nel 2012 si è esibita per la prima volta nel Regno Unito, cantando al Bestival. A febbraio 2013 ha supportato Jake Bugg nella tappa britannica del suo tour, mentre nel marzo seguente si è esibita per due notti al South by Southwest.
Dopo aver pubblicato due album in modo indipendente, il suo primo album distribuito da una casa discografica, Pushin' Against a Stone, è stato pubblicato a maggio 2013 su etichetta Concord Music Group. Il disco ha fatto il suo ingresso in numerose classifiche nazionali, debuttando in 41ª posizione nella Billboard 200. È stato promosso dai singoli Workin' Woman Blues e You Can't Be Told, il primo dei quali si è posizionato in 63ª posizione in Belgio. Nel 2014 la cantante è stata candidata per un Blues Music Award nella categoria Miglior artista esordiente. Nel 2017 è uscito il secondo album The Order of Time, che ha ricevuto l'acclamo universale da parte della critica specializzata e che ha esordito in 111ª posizione in madrepatria.

## Discografia

### Album in studio
- 2006 – The Way of the Weeping Willow
- 2008 – Mountain of Rose Quartz
- 2013 – Pushin' Against a Stone
- 2017 – The Order of Time
- 2021 – The Moon and Stars: Prescriptions for Dreamers
- 2022 - Under Cover
- 2025 - Owls, Omens, and Oracles

### EP
- 2010 – Valerie June and the Tennessee Express

### Singoli
- 2012 – Workin' Woman Blues
- 2012 – You Can't Be Told
- 2017 – Astral Plane
- 2017 – Shakedown